# Selaginella latupana
Selaginella latupana är en mosslummerväxtart som beskrevs av Cornelis Rugier Willem Karel van Alderwerelt van Rosenburgh. Selaginella latupana ingår i släktet mosslumrar, och familjen mosslummerväxter. Inga underarter finns listade i Catalogue of Life.